# Kallinge
Kallinge est une ville de Suède, située dans la commune de Ronneby, dans le comté de Blekinge. Ville industrielle et de garnison, elle est localisée à cinq kilomètres environ au nord de Ronneby.
Depuis 1944, une base aérienne militaire y est stationnée (F 17 Kallinge), la piste d'atterrissage servant également à l'aéroport civil de Ronneby (RNB).